# 屠夫 (電影)
《屠夫》（英語：Simon Says）是一部2006年上映的美国砍杀电影，由威廉·迪尔（William Dear）执导，克斯賓·葛洛佛和馬戈·哈什曼主演。该片于2006年9月24日在奇幻电影节首映。

## 剧情
五名青少年——凯特（馬戈·哈什曼饰）、扎克（Greg Cipes饰）、维琪、里夫和阿什莉——在春假期间前往挖金时迷路了。他们遇到了两名奇怪的男人，皮格和加斯特，他们警告这群青少年们回家，并告诉他们该地区发生了谋杀事件。进入小镇后，四名青少年进入了一家商店，在那里他们遇到了西蒙（克斯賓·葛洛佛饰）和斯坦利兄弟。
西蒙态度冷淡，拒绝了他们的购买请求。沮丧的他们离开了商店，找到了一个露营地。然而，他们不知道，有人穿着吉利服在观察他们。凶手追逐阿什莉穿过树林，最后将她杀害，认为她不是他心中的“梦中情人”。凶手——斯坦利——开始分尸，并声称他要把她变成“梦中情人的礼物”。
回到商店，扎克发现商店已经关门并且空无一人。他闯入商店，发现许多尸体悬挂在天花板上，包括皮格、加斯特和克莱的尸体。扎克从尸体上撕下几篇报纸文章，然后逃离商店。天黑后，西蒙出现告诉他们，斯坦利失踪了。此时，受惊的扎克回来，设法说服西蒙离开。他们发现车胎被扎破，使他们无法离开。
一行人进入森林寻找阿什莉，发现斯坦利用阿什莉的头、手和脚制成了一个“娃娃”。斯坦利在暗中观察，杀害了里夫，而西蒙则杀死了维琪。凯特被西蒙的卡车拦下，他谎称其他人在他的商店里很安全。扎克偷偷爬上了卡车后斗，而凯特上了卡车。开车时，西蒙解释说，他和斯坦利与父母昆恩和卡莉一直住在这个地区，在父母去世后接管了加油站。西蒙带凯特来到一个旧露营地，在那里有两具早已腐烂的尸体坐在野餐桌旁。他将她绑在桌子上，这时斯坦利穿着吉利服出现了。西蒙怀疑斯坦利，用刀砍下了几根手指，结果发现实际上是扎克假扮成斯坦利。
西蒙将扎克绑在一棵树上折磨他。扎克向凯特表白爱意，称她为他的“梦中情人”。这激怒了西蒙，他将扎克活活烧死。然后，西蒙转向凯特，宣布自己其实就是斯坦利，在杀害昆恩和卡莉后，他接管了兄弟的身份，而真正的斯坦利则处于昏迷状态。凯特用美色诱惑西蒙，趁他不备挣脱捆绑并逃跑。
回到扎克烧焦的尸体旁，凯特发誓要杀死西蒙。片刻后，西蒙也来到尸体旁，发誓要杀了她。凯特从扎克的尸体中跳出，用刀砍向西蒙的头部。他倒在地上，但当凯特低头看他尸体的位置时，他已经不见了。一只手伸向她，画面突然变黑。
影片最后，又有一群年轻人到达商店并向西蒙询问方向。被他的奇怪行为吓到后，他们离开了。西蒙走进后屋，打开一扇地板下的暗门，露出被绑住的凯特和一对双胞胎婴儿，画面随即变黑。

## 演员
- 馬戈·哈什曼 饰 凯特
- 克斯賓·葛洛佛 饰 西蒙/斯坦利
- Greg Cipes 饰 扎克
- Carrie Finklea 饰 维琪
- Kelly Vitz 饰 阿什莉
- Artie Baxter 饰 里夫
- 布蕾克·萊芙莉 饰 珍妮
- Erica Hubbard 饰 克莱
- Lori Lively 饰 拉尼
- Bruce Glover 饰 山姆
- 丹妮埃拉·莫内特 饰 莎拉
- 凱利·布拉茨 饰 威尔
- Robyn Lively 饰 莉安
- Ernie Lively 饰 皮格
- Bart Johnson 饰 加斯特
- Chad Cunningham 饰 年幼的斯坦利
- Chris Cunningham 饰 年幼的西蒙
- Brad Johnson 饰 昆恩
- Jillian Hoss 饰 卡莉